# Xylotrechus vitalisi
Xylotrechus vitalisi là một loài bọ cánh cứng trong họ Cerambycidae.